# 急先鋒 (電影)
《急先锋》 是2020年中国动作喜剧片，由唐季礼导演和编剧，成龍、杨洋、艾伦、徐若晗、母其弥雅领衔主演，朱正廷特别出演；該片是成龙和唐季礼第九部合作作品。影片原计划于2020年1月25日春節上映，受2019冠狀病毒病疫情影响延期上映。該片於2020年9月30日在中国大陆上映。

## 剧情
成龙在片中饰演国际保镖团队“急先锋”总指挥唐焕庭，负责率领手下赴英国营救遭到雇佣兵组织“北极狼”绑架的中国富商秦国立。

## 阵容
- 成龍 饰 唐焕庭
- 杨洋 饰 雷震宇
- 艾伦 饰 张凯旋
- 徐若晗 饰 Fareeda
- 母其弥雅 饰 弥雅
- 楼学贤 饰 秦国立
- 郭芷妍 饰 宋美薇

## 特别演出
- 朱正廷 饰 神雕
- 杨建平 饰 建平
- 周斌 饰 周斌
- 王延龙 饰 延龙
- 王驹 饰 王驹

## 製作
影片于迪拜、伦敦、非洲、中东、等地取景。

## 发行
影片原计划于2020年农历大年初一上映，后来2019冠狀病毒病疫情大规模扩散，为配合政府的防疫，与另外6部竞争春节档贺岁片一同撤档。受此影响，影片在新加坡、菲律宾、香港和澳門的公映也被推迟。該片於2020年9月30日在中國大陸上映。

## 电影歌曲
| 曲序 | 曲目                          |        | 作曲   | 歌手 |
| ---- | ----------------------------- | ------ | ------ | ---- |
| 1.   | 《壮志在我胸 2020》（主题曲） | 李宗盛 | 李宗盛 | 成龙 |

## 奖项
| 年份 | 奖项           | 分类           | 提名者     | 結果 | 备注   |
| ---- | -------------- | -------------- | ---------- | ---- | ------ |
| 2021 | 第12届金扫帚奖 | 最令人失望影片 | 《急先锋》 | 提名 | [ 10 ] |
| 2021 | 第12届金扫帚奖 | 最令人失望编剧 | 唐季礼     | 提名 | [ 10 ] |